# It's Okay!
It's Okay! (en hangul, 괜찮아 괜찮아 괜찮아!; romanización revisada, Gwaenchanh-a Gwaenchanh-a Gwaenchanh-a!; literalmente, «¡Está bien, está bien, está bien!») es una película surcoreana de género dramático, coescrita y dirigida por Kim Hye-young, y protagonizada por Lee Re, Jin Seo-yeon, Jung Soo-bin, Lee Jung-ha y Son Seok-koo. Se estrenó en el Festival Internacional de Cine de Busan el 6 de octubre de 2023. Fue seleccionada en la sección Generation Kplus del 74.º Festival Internacional de Cine de Berlín , donde tuvo su estreno internacional el 18 de febrero de 2024, y ganó el Premio del Jurado Infantil Generation Kplus Oso de Cristal a la Mejor Película. Su estreno comercial en Corea del Sur tuvo lugar el 26 de febrero de 2025.

## Sinopsis
Es una historia sobre personas que se sienten incómodas cuando están solas, pero que están bien cuando están juntas y encuentran la felicidad juntas. In-yeong, estudiante de secundaria que ha perdido a su madre y tiene que valerse sola, pero a pesar de una historia familiar desafortunada es una chica segura de sí misma y llena de energía. Además, es una bailarina que trabaja en una compañía de danza tradicional coreana. Cuando se ve obligada a dejar su casa alquilada y no tiene a dónde ir, se esconde en la oficina de la compañía, pero es descubierta por la temible directora de la compañía, Seol-ah. Esta, cuando comprende la situación, no tiene más remedio que llevar a In-yeong a su casa. Así termina quedándose en la sala de ensayos en el sótano de la casa de Seol-ah, y se sorprende de que la casa sea tan amplia como un patio de juegos, de que sea muy poco acogedora, y de que en el frigorífico no haya nada más que zumo de frutas; In-yeong trata entonces de cuidar de Seol-ah a su manera. Al principio, Seol-ah se siente molesta, pero sin saberlo comienza a nutrir simpatía por ella.
Mientras tanto, en la compañía artística otra bailarina, Na-ri, se siente en competición con In-yeong, lo que lleva a un proceso de celos, conflictos, peleas, reconciliación, comprensión y aceptación, tras el cual las dos se convierten en personas mas fuertes y maduras.

## Reparto
- Lee Re como In-yeong, una chica infinitamente positiva pese a las circunstancias adversas que le ha tocado afrontar.[3][4][5]
- Jin Seo-yeon como Seol-ah, una bailarina estrella convertida en directora, conocida como la «Bruja» en la compañía a la que pertenece In-yeong. Si al principio se muestra fría y hace honor a su sobrenombre, el contacto con In-yeong hace que cambie.[6][7]
- Jung Soo-bin como Na-ri, la estrella en la compañía artística, que se siente rival de In-yeong. Sufre también el estricto control de su madre.[8][9][10]
- Lee Jung-ha como Do-yoon, el único amigo de In-yeong.[11]
- Shim Yi-young.
- Jang Yi-jung.
- Na So-ye.
- Kim Hae-sook.

### Apariciones especiales
- Son Seok-koo como Dong-wook, un excéntrico farmacéutico del barrio que se convierte en amigo de In-yeong, a la que regala consuelo y vitaminas.[7][12][13]

## Producción
It's Okay! es el debut cinematográfico de la directora Kim Hye-young, quien obtuvo reconocimiento como codirectora de la serie de JTBC Be Melodramatic en 2019 y la de Coupang Play Unicorn en 2022. Kim presentó así la película: «Todos vivimos intensamente y con mucha diligencia, pero quería decir que está bien ser un poco más indulgentes con nosotros mismos y decirnos que está bien [...] Está bien cometer errores. Cuando los tiempos se pongan difíciles, espero que podamos apoyarnos el uno al otro, tomarnos un descanso y luego seguir adelante. Espero que la perfección no gobierne nuestras vidas».
Kim Hye-young modificó el primer guion que recibió, configurado como una trama en bucle temporal, para dar vida a una historia de crecimiento personal centrada en las emociones de los personajes, manteniendo el tema central de las jóvenes bailarinas. Un crecimiento personal basado en el contacto con los amigos y los maestros. Por otra parte, el personaje del farmacéutico nace de una experiencia personal de la propia directora.
Sobre la elección de su protagonista, la directora Kim declaró que «dado que In-yeong es un personaje brillante y fuerte, esperaba que la actriz que la interpretara también tuviera brillo. También esperaba que actuara bien, y Lee Re es, en mi opinión, la mejor actriz para este grupo de edad».
El tema musical principal de la película se titula Cutting Through the Endless Night y está interpretado por la cantante Kim Moon-young.
La producción se presentó en conferencia de prensa, acompañada de un pase previo, celebrada el 18 de febrero de 2025 en el centro comercial CGV Yongsan I-Park en Yongsan-gu, Seúl, con la asistencia de las actrices Lee Re, Jin Seo-yeon, Jung Soo-bin y la directora Kim Hye-young.

## Estreno y taquilla
Se estrenó en el 28.º Festival Internacional de Cine de Busan, en la sección Panorama, de cine coreano actual, el 6 de octubre de 2023. Al año siguiente fue seleccionada en la sección Generation Kplus del 74.º Festival Internacional de Cine de Berlín, donde tuvo su estreno internacional el 18 de febrero de 2024. Allí ganó el Premio del Jurado Infantil Generation Kplus Oso de Cristal a la Mejor Película, siendo la primera surcoreana que lo logra. Unos meses después se exhibió en la sección Family del 71.º Festival de Cine de Sidney, el 17 de junio de 2024. También ha estado presente en la sección Women's Voice del Festival Internacional de Cine de Pekín, en el Festival de Cine Black Nights de Tallinn, en los festivales de Cine Coreano de Londres y París, etc.
It's Okay! se estrenó comercialmente el 26 de febrero de 2025. El primer día vendió 17 131 entradas en 581 salas. Ocupó así la primera posición en taquilla para películas estrenadas el mismo día, y la tercera posición en la lista general, impulsada en particular por los comentarios y la comunicación de los propios espectadores.

## Crítica
Kang Nae-ri (YTN) escribe sobre el filme: «el personaje de la chica llena de energía ha sido retratado en muchas obras, pero la razón por la que esta película no se siente como un cliché es porque Lee Re ha creado una actuación convincente». Destaca también las escenas de baile, para las que las actrices se prepararon dos meses antes del rodaje, y que ejecutan a la perfección.
Choi Young-joo (No Cut News) señala que It's Okay! «toca no solo el crecimiento y el cambio de niños y adultos, sino también cuestiones generacionales. En la película, la danza es un elemento que crea tensión entre las chicas y muestra el proceso de reconciliación, armonía y crecimiento, pero también es un dispositivo que resuelve conflictos generacionales», por ejemplo entre Na-ri y su madre. «El mensaje que transmite la película es realmente familiar. [..] La ternura del personaje In-yeong, interpretado por Lee Re, los ocasionales comentarios agudos, la dirección de fantasía que no es excesiva y las líneas que tocan el corazón mientras son alegres, calientan los corazones de la audiencia sin ser demasiado ni muy poco».
Para Lee Idawon (Sports Kyunghyang), «es un trabajo bien hecho. Es una historia pequeña y linda, pero la felicidad y emoción que transmite no son para nada pequeñas. La sabia estrategia de dirección de la directora Kim Hye-young parece haber funcionado». Aunque la estructura de la trama no es novedosa, sí hay algo de novedad en los personajes como In-yeong, que «deja de lado el melodrama sombrío y llena ese vacío con una confianza segura, haciendo feliz al espectador». También elogia la vivacidad de los diálogos y, por último, la importancia visual de las escenas de baile como sobre todo la que cierra la película.
Kim Na-yeon (Star News) escribe que «lo que hace que la película brille aún más es la actuación de Lee Re y Jin Seo-yeon, quienes ocupan el centro de la película. Lee Re encarna perfectamente el papel de una chica de secundaria atrevida y honesta, y nos hace estar completamente de acuerdo con las palabras de la directora Kim Hye-young de que ella es "la mejor actriz de su edad". Jin Seo-yeon también demuestra con éxito sus sólidas habilidades de actuación al mantener un equilibrio entre frialdad y calidez [...] Otro punto de interés de la película es el uso de la danza coreana, una forma nunca vista antes, para mostrar "crecimiento"».

## Premios y nominaciones
| Fecha | Premios                                       | Categoría                                                                       | Candidato     | Resultado | Ref.          |
| ----- | --------------------------------------------- | ------------------------------------------------------------------------------- | ------------- | --------- | ------------- |
| 2024  | 74.º Festival Internacional de Cine de Berlín | Premio del Jurado Infantil Generation Kplus, Oso de Cristal a la Mejor Película | Kim Hye-young | Ganadora  | [ 25 ] [ 26 ] |